# Izoelektrická fokusace
Izoelektrická fokusace je elektromigrační separační metoda proteinů.
Dělení touto metodou probíhá na základě migrace proteinů v prostředí proměnlivého pH. V zásaditém prostředí mají proteiny záporný náboj a putují tedy k anodě.
V kyselém prostředí naopak mají celkový náboj kladný a putují ke katodě. V pH rovném izoelektrickému bodu, pI, je molekula neutrální.
Izoelektrická fokusace probíhá nejčastěji na polyakrylamidovém gelu s imobilizovaným pH gradientem případně v kapiláře s pH gradientem tvořeným směsí nízkomolekulárních amfolytů. Po aplikaci napětí pak putuje protein do místa svého izoelektrického bodu a na tomto místě se fokusuje (soustřeďuje), neboť v tomto bodu se celkový náboj bílkoviny vynuluje. Pokud by bílkovina vyputovala z izoelektrického bodu okamžitě získá náboj a díky napětí se vrátí zpět do izoelektricého bodu. Izoelektrickou fokusací je možné dosáhnout separace bílkovin, které se liší v hodnotách izoelektrických bodů pouze o 0,001.
Gradient pH je vytvářen směsí několika set až tisíc různých nízkomolekulárních amfolytů tak, aby spektrum jejich izoelektrických bodů dokonale pokrylo požadovaný rozsah pH gradientu (nejčastěji pH 3 – 10). Póry gelu bývají voleny velké, aby nedocházelo k narušování separace síťovým jevem. Používají se vysoké hodnoty napětí v řádech jednotek až desítek kilovoltů.
Izoelektrická fokusace je prvním krokem 2D-elektroforézy.